# هیزر (کانزاس)
هیزر (به انگلیسی: Heizer) یک منطقهٔ مسکونی در ایالات متحده آمریکا است که در کانزاس واقع شده‌است. هیزر ۵۷۵ متر بالاتر از سطح دریا واقع شده‌است.